# Пејден (Мисисипи)
Пејден (енгл. Paden) град је у америчкој савезној држави Мисисипи.

## Демографија
По попису из 2010. године број становника је 116, што је 10 (9,4%) становника више него 2000. године.
| Група             | 2000.        | 2010.       |
| Белци             | 106 (100,0%) | 108 (93,1%) |
| Афроамериканци    | 0 (0,0%)     | 1 (0,9%)    |
| Азијати           | 0 (0,0%)     | 0 (0,0%)    |
| Хиспаноамериканци | 0 (0,0%)     | 7 (6,0%)    |
| Укупно            | 106          | 116         |